# Torneo Verano 2001 Primera División 'A'
El Torneo de Verano 2001 representó la segunda vuelta del ciclo futbolístico 2000-2001 de la  Primera División A fue el décimo torneo corto y duodécima temporada del circuito de plata de fútbol en México. 
Esta temporada el equipo La Piedad nuevamente protagonizó reforzado con jugadores del entonces equipos del mismo dueño Venados de Yucatán, dichos hombres apuntalaron al equipo ahora bajo el mando de Carlos Bracamontes que los llevó al liderato general del torneo siendo el único club en la Primera A en ser líder general ambos torneos de la misma temporada. Los “reboceros” ahora no fallarían en sus aspiraciones de ascender, pasaron la liguilla sin dificultades, en la final humillaron a los Toros Neza que tuvo su única posibilidad real de buscar un ascenso; en la final de ascenso con ambiente de revancha ganaron con autoridad para ascender después de una larga espera de 50 años. Por otra parte el campeón vigente Gallos tuvo un buen torneo pero en liguilla quedó fuera en cuartos, ya como se mencionó no superó por segunda vez a La Piedad.
Previo al inicio de torneo, la FMF decidió ampliar el cupo de equipo de Primera División a 20 lugares, ocupando un lugar un equipo esta temporada y el próximo el año siguiente; idearon una promoción entre el último lugar del descenso de Primera y el segundo mejor lugar para Primera A; este equipo surgiría del que hiciera más puntos en el año y no el subcampeón del ascenso ante lo cual protesto Gallos de Aguascalientes sin proceder; el equipo que ganara tal promoción debería pagar una admisión de 5 millones de dólares; en la Primera División ese lugar se lo debatieron León y Atlante siendo este último el que descendió; mientras en la Primera A tras el ascenso de La Piedad además el equipo que más puntos hizo todo el año, el segundo mejor ubicado en puntos fue Veracruz; ante lo que esta promoción se desarrolló con Atlante y Veracruz; la serie fue ganada fácilmente por los Potros de Hierro que eludieron el descenso y nunca pagaron los 5 millones de dólares.
Por otro lado el club que descendió a Segunda División fue Halcones de Querétaro que además lo hizo por segunda vez seguida implantando una deshonrosa marca, tras este descenso la directiva de América quien tenía dicha filial se retiró ante la llegada de Gallos Blancos de Querétaro que competiría el siguiente torneo ya con otros propietarios. Por otro lado previo al arranque de torneo la directiva del Puebla FC decide tras el pésimo año anterior, vender su franquicia de Ángeles de Puebla encontrando a la Universidad Cuauhtémoc de Puebla como adquiriente, esta universidad hizo las gestiones necesarias para renombrar al club aun permaneciendo en la ciudad; el cambio se autorizó y Ángeles cambio de nombre a Real San Sebastián que jugó de color verde.

## Sistema de competición
Los 20 equipos participantes se dividieron en 4 grupos de 5 equipos, juegan todos contra todos a una sola ronda intercambiándose al contrario del torneo de invierno, por lo que cada equipo jugó 19 partidos; al finalizar la temporada regular de 20 jornadas califican a la liguilla los 2 primeros lugares de cada grupo y los 4 mejores ubicados en la tabla general califican al repechaje de donde salen los últimos 2 equipos para la Eliminación directa.
- Fase de calificación: es la fase regular de clasificación que se integra por las 20 jornadas del torneo de aquí salen los mejores 8 equipos para la siguiente fase.
- Fase final: se sacarán o calificarán los mejores 8 de la tabla general y se organizarán los cuartos de final con el siguiente orden: 1º vs 8º, 2º vs 7º, 3º vs 6º y 4º vs 5º, siguiendo así con semifinales, y por último la final, todos los partidos de la fase final serán de ida y vuelta.

### Fase de calificación
En la fase de calificación participaron 20 clubes de la Primera División A profesional jugando todos contra todos durante las 20 jornadas respectivas, a un solo partido. 
Se observará el sistema de puntos. La ubicación en la tabla general está sujeta a lo siguiente:
- Por juego ganado se obtendrán tres puntos.
- Por juego empatado se obtendrá un punto.
- Por juego perdido no se otorgan puntos.

El orden de los clubes al final de la Fase de Calificación del torneo corresponderá a la suma de los puntos obtenidos por cada uno de ellos y se presentará en forma descendente. Si al finalizar las 20 jornadas del torneo, dos o más clubes estuviesen empatados en puntos, su posición en la Tabla General será determinada atendiendo a los siguientes criterios de desempate:
1. Mejor diferencia entre los goles anotados y recibidos.
2. Mayor número de goles anotados.
3. Marcadores particulares entre los clubes empatados.
4. Mayor número de goles anotados como visitante.
5. Mejor ubicación en la Tabla General de Cocientes.
6. Tabla Fair Play.
7. Sorteo.

Participan por el título de Campeón de la Primera División 'A' en el Torneo Verano 2001, automáticamente los primeros 4 lugares de cada grupo sin importar su ubicación en la tabla general calificaran, más los segundos mejores 4 lugares de cada grupo, si algún segundo lugar se ubicara bajo los primeros 8 lugares de la tabla general accederá a una fase de reclasificación contra un tercer o cuarto lugar ubicado entre los primeros ocho lugares de la tabla general. Tras la fase de reclasificación los equipos clasificados a cuartos de final por el título serán 8, estos se ordenarán según su posición general en la tabla, si alguno más bajo eliminara a uno más alto, los equipos se recorrerán según su lugar obtenido.

### Fase final
- Calificarán los mejores ocho equipos de la tabla general jugando cuartos de final en el siguiente orden de enfrentamiento, que será el mejor contra el peor equipo

clasificado:
- 1° vs 8°
- 2° vs 7°
- 3° vs 6°
- 4° vs 5°

- En semifinales participarán los cuatro clubes vencedores de cuartos de final, reubicándolos del uno al cuatro, de acuerdo a su mejor posición en la Tabla General de Clasificación al término de la jornada 21, enfrentándose 1° vs 4° y 2° vs 3°.

- Disputarán el título de Campeón del Torneo Verano 2001 los dos clubes vencedores de la fase semifinal.

Todos los partidos de esta fase serán en formato de ida y vuelta, Eligiendo siempre el Club que haya quedado mejor ubicado en la Tabla General de Clasificación el horario de su partido como local.
Este torneo el club que ganara el título obtiene su derecho de ser necesario el juego de ascenso a Primera División Profesional; para que tal juego se pueda efectuar deberá haber un ganador distinto el Torneo de Invierno 2000, en caso de que el campeón vigente lograra ganar este campeonato, ascenderá automáticamente sin necesidad de jugar esta serie.
Este torneo se implantó una serie extra de ascenso a Primera División, el club elegido será aquel que consiga más puntos en torneo regular sumados entre el torneo de Invierno 2000 y Verano 2001; en caso de que el máximo ganador en puntos ascienda será elegido el inmediato seguidor, de lo contrario ese club gana su derecho de juego.

## Equipos participantes
En el Draft de la Primera A de 2000; se continua el proyecto de filiales con equipos de Primera División, solo hubo un cambio de equipo con nombre y sede. Jaguares de Colima se convirtió en Halcones de Querétaro desde el Torneo Invierno. Para el torneo Verano Ángeles de Puebla desaparece por Real San Sebastián.
El club que descendió a Segunda División fue Halcones de Querétaro el club ascendió de Segunda División fue Potros Marte; el equipo que descendió de Primera División fue Toros Neza.
| Entidad Federativa | N.º | Equipos                          |
| ------------------ | --- | -------------------------------- |
| Puebla             | 2   | Real San Sebastián y Lobos UAP   |
| Morelos            | 2   | Zacatepec y Potros Marte         |
| Estado de México   | 2   | Atlético Mexiquense y Toros Neza |
| Estado de Durango  | 1   | Alacranes de Durango             |
| Jalisco            | 1   | Atlético Bachilleres             |
| Chihuahua          | 1   | Tigres de Ciudad Juárez          |
| Tamaulipas         | 1   | Correcaminos                     |
| Michoacán          | 1   | La Piedad                        |
| Estado de Hidalgo  | 1   | Cruz Azul Hidalgo                |
| Querétaro          | 1   | Halcones de Querétaro            |
| Aguascalientes     | 1   | Gallos de Aguascalientes         |
| Baja California    | 1   | Tijuana                          |
| Zacatecas          | 1   | Zacatecas                        |
| San Luis Potosí    | 1   | Real San Luis                    |
| Saltillo           | 1   | Saltillo                         |
| Yucatán            | 1   | Yucatán                          |
| Veracruz           | 1   | Veracruz                         |

## Información de los equipos
| Equipo                  | Entrenador             | Estadio                   | Capacidad | Ciudad                                | Patrocinador      | Kit          |
| ----------------------- | ---------------------- | ------------------------- | --------- | ------------------------------------- | ----------------- | ------------ |
| Aguascalientes          | Antonio Ascencio       | Municipal                 | 10,000    | Aguascalientes                        | Cemento Monterrey | Marval       |
| Alacranes de Durango    | Bandera de México      | Francisco Zarco           | 15,000    | Durango                               | Leche Queen       | Atletica     |
| Real San Sebastián      | Víctor Hugo Valdelamar | Cuauhtémoc                | 42,648    | Puebla, Puebla                        |                   |              |
| Atlético Mexiquense     | Bandera de México      | La Bombonera              | 35,000    | Toluca, Estado de México              | Cerveza Victoria  | Atletica     |
| Atlético Yucatán        | Jorge Luis Aude        | Carlos Iturralde Rivero   | 22,150    | Mérida                                | Coca-Cola         | Pemol Sport  |
| Bachilleres             | Bandera de México      | Jalisco                   | 56,713    | Guadalajara, Jalisco                  | Pepsi-Cola        | Corona Sport |
| Correcaminos            | Bandera de México      | Marte R. Gómez            | 18,943    | Ciudad Victoria, Tamaulipas           | Cerveza Sol       | Atletica     |
| Cruz Azul Hidalgo       | Rolando Mejía          | 10 de diciembre           | 10,485    | Ciudad Cooperativa Cruz Azul, Hidalgo | Cemento Cruz Azul | Fila         |
| Potros Marte            | Rene Isidoro García    | Centenario                | 15,800    | Cuernavaca                            | Pegaso            | Garcis       |
| La Piedad               | Cristóbal Ortega       | Juan N. López             | 17,648    | La Piedad, Michoacán                  | Editorial Ecco    | Marval       |
| Lobos UAP               | Arturo Avilés          | Olímpico Ignacio Zaragoza | 22,000    | Puebla, Puebla                        | Pegaso            | Heat Sport   |
| Nacional Tijuana        | Bandera de México      | Cerro Colorado            | 12,789    | Tijuana, Baja California              | Cerveza Tecate    | Atletica     |
| Querétaro               | Bandera de México      | Corregidora               | 40,000    | Querétaro, Querétaro                  | Cerveza Sol       | Atletica     |
| RS Zacatecas            | Bandera de México      | Francisco Villa           | 28,000    | Zacatecas, Zacatecas                  | Cerveza Corona    | Corona Sport |
| Saltillo                | José Treviño           | Francisco I. Madero       | 9,000     | Saltillo, Coahuila                    | Bimbo             | Atletica     |
| Real San Luis           | José Luis Hernández    | Plan de San Luis          | 23,000    | San Luis Potosí                       | Cerveza Sol       | Atlética     |
| Tigres de Ciudad Juárez | Bandera de México      | Olímpico Benito Juárez    | 22,000    | Ciudad Juárez, Chihuahua              | Cemento Monterrey | Atletica     |
| Toros Neza              | Arturo Vázquez Ayala   | Neza 86                   | 28,000    | Nezahualcóyotl                        | Autofin           | Cruzeiro     |
| Veracruz                | Roberto Saporiti       | Luis Pirata Fuente        | 35,000    | Veracruz, Veracruz                    | Cerveza Superior  | Eescord      |
| Zacatepec               | Jorge Gómez            | Agustín Coruco Díaz       | 18,000    | Zacatepec, Morelos                    | Autofin           | Cruzeiro     |

## Torneo Regular
| Lobos UAP        | 0-0 | Real San Sebastián  | O. Ignacio Zaragoza     | 12 de enero | 15:00 |
| Bachilleres      | 2-1 | RS Zacatecas        | Jalisco                 | 12 de enero | 20:30 |
| Querétaro        | 1-0 | Veracruz            | Corregidora             | 13 de enero | 15:00 |
| Potros Marte     | 3-0 | Real San Luis       | Centenario              | 13 de enero | 15:00 |
| Atlético Yucatán | 4-0 | Toros Neza          | Carlos Iturralde Rivero | 13 de enero | 15:30 |
| Aguascalientes   | 1-1 | Correcaminos        | Municipal               | 13 de enero | 16:00 |
| Tigres Juárez    | 2-2 | Atlético Mexiquense | Olímpico Benito Juárez  | 13 de enero | 17:00 |
| Durango          | 2-2 | Nacional Tijuana    | Francisco Zarco         | 13 de enero | 20:15 |
| Saltillo         | 0-1 | Zacatepec           | Francisco I. Madero     | 14 de enero | 15:00 |
| La Piedad        | 3-0 | Cruz Azul Hidalgo   | Juan N. López           | 14 de enero | 16:00 |

| Nacional Tijuana    | 2-1 | La Piedad        | Cerro Colorado      | 19 de enero | 19:30 |
| Cruz Azul Hidalgo   | 1-0 | Aguascalientes   | 10 de diciembre     | 20 de enero | 13:00 |
| Zacatepec           | 1-1 | Bachilleres      | Agustín Coruco Díaz | 20 de enero | 15:00 |
| Atlético Mexiquense | 2-2 | Querétaro        | La Bombonera        | 20 de enero | 15:00 |
| Real San Luis       | 0-0 | Atlético Yucatán | Plan de San Luis    | 20 de enero | 15:00 |
| Veracruz            | 1-1 | Durango          | Luis Pirata Fuente  | 20 de enero | 16:00 |
| RS Zacatecas        | 2-3 | Tigres Juárez    | Francisco Villa     | 20 de enero | 19:00 |
| Correcaminos        | 2-1 | Lobos UAP        | Marte R. Gómez      | 21 de enero | 12:00 |
| Toros Neza          | 2-1 | Saltillo         | Neza 86             | 21 de enero | 12:00 |
| Real San Sebastián  | 2-2 | Potros Marte     | Cuauhtémoc          | 21 de enero | 12:00 |

| Lobos UAP        | 1-1 | Cruz Azul Hidalgo   | O. Ignacio Zaragoza     | 26 de enero | 15:00 |
| Bachilleres      | 0-0 | Toros Neza          | Jalisco                 | 26 de enero | 20:30 |
| Potros Marte     | 3-2 | Correcaminos        | Centenario              | 27 de enero | 15:00 |
| Atlético Yucatán | 5-2 | Real San Sebastián  | Carlos Iturralde Rivero | 27 de enero | 15:30 |
| Veracruz         | 1-1 | Nacional Tijuana    | Luis Pirata Fuente      | 27 de enero | 16:00 |
| Querétaro        | 2-3 | RS Zacatecas        | Corregidora             | 27 de enero | 16:00 |
| Aguascalientes   | 2-2 | La Piedad           | Municipal               | 27 de enero | 16:00 |
| Tigres Juárez    | 5-0 | Zacatepec           | Olímpico Benito Juárez  | 27 de enero | 19:00 |
| Durango          | 1-1 | Atlético Mexiquense | Francisco Zarco         | 27 de enero | 20:15 |
| Saltillo         | 1-1 | Real San Luis       | Francisco I. Madero     | 28 de enero | 15:00 |

| Nacional Tijuana    | 1-2 | Aguascalientes   | Cerro Colorado      | 2 de febrero | 19:30 |
| Atlético Mexiquense | 1-0 | Veracruz         | La Bombonera        | 3 de febrero | 12:00 |
| Zacatepec           | 2-1 | Querétaro        | Agustín Coruco Díaz | 3 de febrero | 15:00 |
| Real San Luis       | 1-1 | Bachilleres      | Plan de San Luis    | 3 de febrero | 15:00 |
| RS Zacatecas        | 1-1 | Durango          | Francisco Villa     | 3 de febrero | 19:00 |
| Correcaminos        | 1-0 | Atlético Yucatán | Marte R. Gómez      | 4 de febrero | 12:00 |
| Toros Neza          | 0-1 | Tigres Juárez    | Neza 86             | 4 de febrero | 12:00 |
| Real San Sebastián  | 1-2 | Saltillo         | Cuauhtémoc          | 4 de febrero | 12:00 |
| Cruz Azul Hidalgo   | 6-2 | Potros Marte     | 10 de diciembre     | 4 de febrero | 12:00 |
| La Piedad           | 2-1 | Lobos UAP        | Juan N. López       | 4 de febrero | 16:00 |

| Lobos UAP           | 1-1 | Aguascalientes     | O. Ignacio Zaragoza     | 7 de febrero | 15:00 |
| Saltillo            | 2-1 | Correcaminos       | Francisco I. Madero     | 7 de febrero | 15:00 |
| Atlético Mexiquense | 1-1 | Nacional Tijuana   | La Bombonera            | 7 de febrero | 15:00 |
| Atlético Yucatán    | 2-2 | Cruz Azul Hidalgo  | Carlos Iturralde Rivero | 7 de febrero | 15:30 |
| Potros Marte        | 0-3 | La Piedad          | Centenario              | 7 de febrero | 16:00 |
| Querétaro           | 0-0 | Toros Neza         | Corregidora             | 7 de febrero | 16:00 |
| Tigres Juárez       | 3-1 | Real San Luis      | Olímpico Benito Juárez  | 7 de febrero | 19:00 |
| Durango             | 3-2 | Zacatepec          | Francisco Zarco         | 7 de febrero | 20:15 |
| Veracruz            | 1-2 | RS Zacatecas       | Luis Pirata Fuente      | 7 de febrero | 20:30 |
| Bachilleres         | 1-1 | Real San Sebastián | Jalisco                 | 7 de febrero | 20:30 |

| Cruz Azul Hidalgo  | 1-0 | Saltillo            | 10 de diciembre     | 10 de febrero | 13:00 |
| Zacatepec          | 2-3 | Veracruz            | Agustín Coruco Díaz | 10 de febrero | 15:00 |
| Aguascalientes     | 3-2 | Potros Marte        | Municipal           | 10 de febrero | 16:00 |
| Real San Luis      | 3-2 | Querétaro           | Plan de San Luis    | 10 de febrero | 16:00 |
| RS Zacatecas       | 1-4 | Atlético Mexiquense | Francisco Villa     | 10 de febrero | 19:00 |
| Nacional Tijuana   | 0-1 | Lobos UAP           | Cerro Colorado      | 10 de febrero | 19:30 |
| Correcaminos       | 1-1 | Bachilleres         | Marte R. Gómez      | 11 de febrero | 12:00 |
| Real San Sebastián | 1-0 | Tigres Juárez       | Cuauhtémoc          | 11 de febrero | 12:00 |
| Toros Neza         | 2-0 | Durango             | Neza 86             | 11 de febrero | 12:00 |
| La Piedad          | 2-0 | Atlético Yucatán    | Juan N. López       | 11 de febrero | 16:00 |

| Bachilleres         | 1-1 | Cruz Azul Hidalgo  | Jalisco                 | 16 de febrero | 20:30 |
| Atlético Mexiquense | 2-1 | Zacatepec          | La Bombonera            | 17 de febrero | 15:00 |
| Potros Marte        | 3-1 | Lobos UAP          | Centenario              | 17 de febrero | 15:00 |
| Atlético Yucatán    | 1-1 | Aguascalientes     | Carlos Iturralde Rivero | 17 de febrero | 15:30 |
| Querétaro           | 0-1 | Real San Sebastián | Corregidora             | 17 de febrero | 16:00 |
| Veracruz            | 1-0 | Toros Neza         | Luis Pirata Fuente      | 17 de febrero | 16:00 |
| Tigres Juárez       | 2-1 | Correcaminos       | Olímpico Benito Juárez  | 17 de febrero | 19:00 |
| RS Zacatecas        | 3-2 | Nacional Tijuana   | Francisco Villa         | 17 de febrero | 19:00 |
| Durango             | 2-2 | Real San Luis      | Francisco Zarco         | 17 de febrero | 20:15 |
| Saltillo            | 2-1 | La Piedad          | Francisco I. Madero     | 18 de febrero | 15:00 |

| Lobos UAP          | 1-1 | Atlético Yucatán    | O. Ignacio Zaragoza | 23 de febrero | 15:00 |
| Nacional Tijuana   | 1-1 | Potros Marte        | Cerro Colorado      | 23 de febrero | 19:30 |
| Zacatepec          | 1-1 | RS Zacatecas        | Agustín Coruco Díaz | 24 de febrero | 15:00 |
| Aguascalientes     | 3-0 | Saltillo            | Municipal           | 24 de febrero | 16:00 |
| Real San Luis      | 0-0 | Veracruz            | Plan de San Luis    | 24 de febrero | 16:00 |
| Real San Sebastián | 0-0 | Durango             | Cuauhtémoc          | 25 de febrero | 12:00 |
| Correcaminos       | 2-1 | Querétaro           | Marte R. Gómez      | 25 de febrero | 12:00 |
| Cruz Azul Hidalgo  | 2-0 | Tigres Juárez       | 10 de diciembre     | 25 de febrero | 12:00 |
| Toros Neza         | 1-3 | Atlético Mexiquense | Neza 86             | 25 de febrero | 12:00 |
| La Piedad          | 4-1 | Bachilleres         | Juan N. López       | 25 de febrero | 16:00 |

| Bachilleres         | 2-2 | Aguascalientes     | Jalisco                 | 2 de marzo | 20:30 |
| Zacatepec           | 1-0 | Nacional Tijuana   | Agustín Coruco Díaz     | 3 de marzo | 15:00 |
| Atlético Mexiquense | 1-2 | Real San Luis      | La Bombonera            | 3 de marzo | 15:00 |
| Atlético Yucatán    | 1-2 | Potros Marte       | Carlos Iturralde Rivero | 3 de marzo | 15:30 |
| Querétaro           | 1-0 | Cruz Azul Hidalgo  | Corregidora             | 3 de marzo | 16:00 |
| Veracruz            | 1-0 | Real San Sebastián | Luis Pirata Fuente      | 3 de marzo | 16:00 |
| Tigres Juárez       | 1-2 | La Piedad          | Olímpico Benito Juárez  | 3 de marzo | 17:00 |
| RS Zacatecas        | 2-2 | Toros Neza         | Francisco Villa         | 3 de marzo | 19:00 |
| Durango             | 4-1 | Correcaminos       | Francisco Zarco         | 3 de marzo | 20:15 |
| Saltillo            | 0-0 | Lobos UAP          | Francisco I. Madero     | 4 de marzo | 12:00 |

| Lobos UAP          | 1-0 | Bachilleres         | O. Ignacio Zaragoza | 9 de marzo  | 15:00 |
| Nacional Tijuana   | 1-0 | Atlético Yucatán    | Cerro Colorado      | 9 de marzo  | 19:30 |
| Real San Luis      | 2-3 | RS Zacatecas        | Plan de San Luis    | 9 de marzo  | 20:45 |
| Aguascalientes     | 1-2 | Tigres Juárez       | Municipal           | 10 de marzo | 16:00 |
| La Piedad          | 5-1 | Querétaro           | Juan N. López       | 10 de marzo | 16:00 |
| Potros Marte       | 1-2 | Saltillo            | Centenario          | 11 de marzo | 12:00 |
| Toros Neza         | 1-0 | Zacatepec           | Neza 86             | 11 de marzo | 12:00 |
| Real San Sebastián | 1-1 | Atlético Mexiquense | Cuauhtémoc          | 11 de marzo | 12:00 |
| Cruz Azul Hidalgo  | 2-2 | Durango             | 10 de diciembre     | 11 de marzo | 12:00 |
| Correcaminos       | 1-1 | Veracruz            | Marte R. Gómez      | 11 de marzo | 12:00 |

| Bachilleres         | 2-2 | Potros Marte       | Jalisco                | 16 de marzo | 20:30 |
| Zacatepec           | 1-2 | Real San Luis      | Agustín Coruco Díaz    | 17 de marzo | 15:00 |
| Atlético Mexiquense | 1-1 | Correcaminos       | La Bombonera           | 17 de marzo | 15:00 |
| Veracruz            | 2-1 | Cruz Azul Hidalgo  | Luis Pirata Fuente     | 17 de marzo | 16:00 |
| Querétaro           | 3-3 | Aguascalientes     | Corregidora            | 17 de marzo | 16:00 |
| Tigres Juárez       | 3-1 | Lobos UAP          | Olímpico Benito Juárez | 17 de marzo | 19:00 |
| RS Zacatecas        | 3-3 | Real San Sebastián | Francisco Villa        | 17 de marzo | 19:00 |
| Durango             | 0-0 | La Piedad          | Francisco Zarco        | 17 de marzo | 20:15 |
| Toros Neza          | 2-0 | Nacional Tijuana   | Neza 86                | 18 de marzo | 12:00 |
| Saltillo            | 0-0 | Atlético Yucatán   | Francisco I. Madero    | 18 de marzo | 15:00 |

| Lobos UAP          | 0-0 | Querétaro           | O. Ignacio Zaragoza     | 23 de marzo | 15:00 |
| Nacional Tijuana   | 3-1 | Saltillo            | Cerro Colorado          | 23 de marzo | 19:30 |
| Real San Luis      | 1-1 | Toros Neza          | Plan de San Luis        | 23 de marzo | 20:45 |
| Cruz Azul Hidalgo  | 0-1 | Atlético Mexiquense | 10 de diciembre         | 24 de marzo | 13:00 |
| Potros Marte       | 1-1 | Tigres Juárez       | Centenario              | 24 de marzo | 15:00 |
| Atlético Yucatán   | 1-2 | Bachilleres         | Carlos Iturralde Rivero | 24 de marzo | 15:30 |
| Aguascalientes     | 4-1 | Durango             | Municipal               | 24 de marzo | 16:00 |
| Real San Sebastián | 3-2 | Zacatepec           | Cuauhtémoc              | 25 de marzo | 12:00 |
| Correcaminos       | 4-0 | RS Zacatecas        | Marte R. Gómez          | 25 de marzo | 12:00 |
| La Piedad          | 4-3 | Veracruz            | Juan N. López           | 25 de marzo | 16:00 |

| Bachilleres         | 0-1 | Saltillo           | Jalisco                | 30 de marzo | 20:30 |
| Real San Luis       | 2-0 | Nacional Tijuana   | Plan de San Luis       | 30 de marzo | 20:45 |
| Atlético Mexiquense | 1-1 | La Piedad          | La Bombonera           | 31 de marzo | 12:00 |
| Durango             | 2-2 | Lobos UAP          | Francisco Zarco        | 31 de marzo | 12:15 |
| Zacatepec           | 2-3 | Correcaminos       | Agustín Coruco Díaz    | 31 de marzo | 15:00 |
| Querétaro           | 2-1 | Potros Marte       | Corregidora            | 31 de marzo | 16:00 |
| Veracruz            | 2-0 | Aguascalientes     | Luis Pirata Fuente     | 31 de marzo | 16:00 |
| RS Zacatecas        | 0-2 | Cruz Azul Hidalgo  | Francisco Villa        | 31 de marzo | 19:00 |
| Tigres Juárez       | 3-0 | Atlético Yucatán   | Olímpico Benito Juárez | 31 de marzo | 19:00 |
| Toros Neza          | 2-2 | Real San Sebastián | Neza 86                | 1 de abril  | 12:00 |

| Lobos UAP          | 0-3 | Veracruz            | O. Ignacio Zaragoza     | 6 de abril | 15:00 |
| Nacional Tijuana   | 1-2 | Bachilleres         | Cerro Colorado          | 6 de abril | 19:30 |
| Potros Marte       | 4-0 | Durango             | Centenario              | 7 de abril | 15:00 |
| Atlético Yucatán   | 1-0 | Querétaro           | Carlos Iturralde Rivero | 7 de abril | 15:30 |
| Aguascalientes     | 2-1 | Atlético Mexiquense | Municipal               | 7 de abril | 16:00 |
| Real San Sebastián | 1-2 | Real San Luis       | Cuauhtémoc              | 8 de abril | 12:00 |
| Correcaminos       | 0-2 | Toros Neza          | Marte R. Gómez          | 8 de abril | 12:00 |
| Cruz Azul Hidalgo  | 2-2 | Zacatepec           | 10 de diciembre         | 8 de abril | 12:00 |
| Saltillo           | 2-4 | Tigres Juárez       | Francisco I. Madero     | 8 de abril | 15:00 |
| La Piedad          | 4-1 | RS Zacatecas        | Juan N. López           | 8 de abril | 16:00 |

| Zacatepec           | 2-1 | La Piedad         | Agustín Coruco Díaz    | 11 de abril | 15:00 |
| Atlético Mexiquense | 3-1 | Lobos UAP         | La Bombonera           | 11 de abril | 15:00 |
| Toros Neza          | 3-0 | Cruz Azul Hidalgo | Neza 86                | 11 de abril | 16:00 |
| Querétaro           | 3-1 | Saltillo          | Corregidora            | 11 de abril | 16:00 |
| Real San Sebastián  | 2-3 | Nacional Tijuana  | Cuauhtémoc             | 11 de abril | 16:00 |
| Tigres Juárez       | 0-0 | Bachilleres       | Olímpico Benito Juárez | 11 de abril | 19:00 |
| RS Zacatecas        | 1-0 | Aguascalientes    | Francisco Villa        | 11 de abril | 20:00 |
| Durango             | 3-0 | Atlético Yucatán  | Francisco Zarco        | 11 de abril | 20:15 |
| Veracruz            | 5-0 | Potros Marte      | Luis Pirata Fuente     | 11 de abril | 20:30 |
| Real San Luis       | 1-2 | Correcaminos      | Plan de San Luis       | 11 de abril | 20:45 |

| Potros Marte      | 2-1 | Atlético Mexiquense | Centenario              | 14 de abril | 15:00 |
| Lobos UAP         | 2-2 | RS Zacatecas        | O. Ignacio Zaragoza     | 14 de abril | 15:00 |
| Atlético Yucatán  | 0-1 | Veracruz            | Carlos Iturralde Rivero | 14 de abril | 15:30 |
| Aguascalientes    | 3-0 | Zacatepec           | Municipal               | 14 de abril | 16:00 |
| Nacional Tijuana  | 2-1 | Tigres Juárez       | Cerro Colorado          | 14 de abril | 19:30 |
| Bachilleres       | 4-0 | Querétaro           | Jalisco                 | 14 de abril | 20:30 |
| Cruz Azul Hidalgo | 1-2 | Real San Luis       | 10 de diciembre         | 15 de abril | 12:00 |
| Correcaminos      | 2-0 | Real San Sebastián  | Marte R. Gómez          | 15 de abril | 12:00 |
| Saltillo          | 2-1 | Durango             | Francisco I. Madero     | 15 de abril | 15:00 |
| La Piedad         | 5-2 | Toros Neza          | Juan N. López           | 15 de abril | 16:00 |

| Real San Luis       | 1-2 | La Piedad         | Plan de San Luis    | 20 de abril | 20:45 |
| Atlético Mexiquense | 0-0 | Atlético Yucatán  | La Bombonera        | 21 de abril | 12:00 |
| Zacatepec           | 0-1 | Lobos UAP         | Agustín Coruco Díaz | 21 de abril | 15:00 |
| Querétaro           | 1-2 | Tigres Juárez     | Corregidora         | 21 de abril | 16:00 |
| Veracruz            | 2-1 | Saltillo          | Luis Pirata Fuente  | 21 de abril | 16:00 |
| RS Zacatecas        | 3-3 | Potros Marte      | Francisco Villa     | 21 de abril | 19:00 |
| Durango             | 0-0 | Bachilleres       | Francisco Zarco     | 21 de abril | 20:15 |
| Real San Sebastián  | 3-2 | Cruz Azul Hidalgo | Cuauhtémoc          | 22 de abril | 12:00 |
| Correcaminos        | 1-1 | Nacional Tijuana  | Marte R. Gómez      | 22 de abril | 12:00 |
| Toros Neza          | 5-3 | Aguascalientes    | Neza 86             | 22 de abril | 12:00 |

| Lobos UAP         | 2-4 | Toros Neza          | O. Ignacio Zaragoza     | 25 de abril | 15:00 |
| Saltillo          | 0-1 | Atlético Mexiquense | Francisco I. Madero     | 25 de abril | 15:00 |
| Cruz Azul Hidalgo | 2-2 | Correcaminos        | 10 de diciembre         | 25 de abril | 15:30 |
| Atlético Yucatán  | 3-1 | RS Zacatecas        | Carlos Iturralde Rivero | 25 de abril | 15:30 |
| Aguascalientes    | 2-0 | Real San Luis       | Municipal               | 25 de abril | 16:00 |
| Querétaro         | 0-1 | Nacional Tijuana    | Corregidora             | 25 de abril | 16:00 |
| La Piedad         | 5-3 | Real San Sebastián  | Juan N. López           | 25 de abril | 16:00 |
| Potros Marte      | 2-0 | Zacatepec           | Centenario              | 25 de abril | 16:30 |
| Bachilleres       | 3-2 | Veracruz            | Jalisco                 | 25 de abril | 18:00 |
| Tigres Juárez     | 1-1 | Durango             | Olímpico Benito Juárez  | 25 de abril | 19:00 |

| Nacional Tijuana    | 0-2 | Cruz Azul Hidalgo | Cerro Colorado      | 28 de abril | 16:00 |
| Atlético Mexiquense | 2-1 | Bachilleres       | La Bombonera        | 28 de abril | 16:00 |
| Zacatepec           | 1-2 | Atlético Yucatán  | Agustín Coruco Díaz | 28 de abril | 16:00 |
| Veracruz            | 2-0 | Tigres Juárez     | Luis Pirata Fuente  | 28 de abril | 16:00 |
| Real San Luis       | 3-0 | Lobos UAP         | Plan de San Luis    | 28 de abril | 16:00 |
| RS Zacatecas        | 2-2 | Saltillo          | Francisco Villa     | 28 de abril | 16:00 |
| Durango             | 1-1 | Querétaro         | Francisco Zarco     | 28 de abril | 16:00 |
| Toros Neza          | 2-2 | Potros Marte      | Neza 86             | 28 de abril | 16:00 |
| Real San Sebastián  | 0-2 | Aguascalientes    | Cuauhtémoc          | 28 de abril | 16:00 |
| Correcaminos        | 2-2 | La Piedad         | Marte R. Gómez      | 28 de abril | 16:00 |

## Grupos

### Grupo 1
| Pos. | Equipo               | Pts. | PJ | G  | E  | P  | GF | GC | Dif. | Clasificación                   |
| ---- | -------------------- | ---- | -- | -- | -- | -- | -- | -- | ---- | ------------------------------- |
| 1    | Veracruz             | 37   | 19 | 11 | 4  | 4  | 31 | 15 | +16  | Cuartos de final de la liguilla |
| 2    | Atlético Mexiquense  | 32   | 19 | 8  | 8  | 3  | 29 | 20 | +9   | Cuartos de final de la liguilla |
| 3    | Toros Neza           | 30   | 19 | 8  | 6  | 5  | 31 | 27 | +4   | Reclasificación a liguilla      |
| 4    | Atlético Bachilleres | 19   | 19 | 3  | 10 | 6  | 18 | 20 | −2   |                                 |
| 5    | Halcones (D)         | 17   | 19 | 4  | 5  | 10 | 21 | 32 | −11  | Promoción por la permanencia    |

 Fuente: [cita requerida]

### Grupo 2
| Pos. | Equipo           | Pts. | PJ | G  | E | P | GF | GC | Dif. | Clasificación                   |
| ---- | ---------------- | ---- | -- | -- | - | - | -- | -- | ---- | ------------------------------- |
| 1    | La Piedad (C)    | 40   | 19 | 12 | 4 | 3 | 49 | 25 | +24  | Cuartos de final de la liguilla |
| 2    | Real San Luis    | 26   | 19 | 7  | 5 | 7 | 25 | 26 | −1   | Reclasificación a liguilla      |
| 3    | Saltillo Soccer  | 24   | 19 | 7  | 3 | 9 | 20 | 27 | −7   |                                 |
| 4    | Nacional Tijuana | 23   | 19 | 6  | 5 | 8 | 22 | 26 | −4   |                                 |
| 5    | RS de Zacatecas  | 21   | 19 | 5  | 6 | 8 | 30 | 43 | −13  |                                 |

 Fuente: [cita requerida]

### Grupo 3
| Pos. | Equipo                  | Pts. | PJ | G  | E | P | GF | GC | Dif. | Clasificación                   |
| ---- | ----------------------- | ---- | -- | -- | - | - | -- | -- | ---- | ------------------------------- |
| 1    | Tigres de Ciudad Juárez | 34   | 19 | 10 | 4 | 5 | 34 | 22 | +12  | Cuartos de final de la liguilla |
| 2    | Aguascalientes          | 30   | 19 | 8  | 6 | 5 | 35 | 26 | +9   | Cuartos de final de la liguilla |
| 3    | Correcaminos UAT        | 28   | 19 | 7  | 7 | 5 | 30 | 27 | +3   | Reclasificación a liguilla      |
| 4    | Yucatán                 | 24   | 19 | 6  | 6 | 7 | 21 | 21 | 0    |                                 |
| 5    | Real San Sebastián      | 19   | 19 | 4  | 7 | 8 | 26 | 35 | −9   |                                 |

 Fuente: [cita requerida]

### Grupo 4
| Pos. | Equipo            | Pts. | PJ | G | E  | P  | GF | GC | Dif. | Clasificación                   |
| ---- | ----------------- | ---- | -- | - | -- | -- | -- | -- | ---- | ------------------------------- |
| 1    | Potros Marte      | 27   | 19 | 7 | 6  | 6  | 36 | 37 | −1   | Cuartos de final de la liguilla |
| 2    | Cruz Azul Hidalgo | 26   | 19 | 7 | 5  | 7  | 29 | 27 | +2   | Reclasificación a liguilla      |
| 3    | Durango           | 23   | 19 | 4 | 11 | 4  | 25 | 27 | −2   |                                 |
| 4    | Lobos UAP         | 16   | 19 | 3 | 7  | 9  | 18 | 32 | −14  |                                 |
| 5    | Zacatepec         | 15   | 19 | 4 | 3  | 12 | 21 | 36 | −15  |                                 |

 Fuente: [cita requerida]

## Tabla general
| Pos. | Equipo               | Pts. | PJ | G  | E  | P  | GF | GC | Dif. | Clasificación                   |
| ---- | -------------------- | ---- | -- | -- | -- | -- | -- | -- | ---- | ------------------------------- |
| 1    | La Piedad (C)        | 40   | 19 | 12 | 4  | 3  | 49 | 25 | +24  | Cuartos de final de la liguilla |
| 2    | Veracruz             | 37   | 19 | 11 | 4  | 4  | 31 | 15 | +16  | Cuartos de final de la liguilla |
| 3    | Tigres Juárez        | 34   | 19 | 10 | 4  | 5  | 34 | 22 | +12  | Cuartos de final de la liguilla |
| 4    | Atlético Mexiquense  | 32   | 19 | 8  | 8  | 3  | 29 | 20 | +9   | Cuartos de final de la liguilla |
| 5    | Aguascalientes       | 30   | 19 | 8  | 6  | 5  | 35 | 26 | +9   | Cuartos de final de la liguilla |
| 6    | Toros Neza           | 30   | 19 | 8  | 6  | 5  | 31 | 27 | +4   | Reclasificación a liguilla      |
| 7    | Correcaminos UAT     | 28   | 19 | 7  | 7  | 5  | 30 | 27 | +3   | Reclasificación a liguilla      |
| 8    | Potros Marte         | 27   | 19 | 7  | 6  | 6  | 36 | 37 | −1   | Cuartos de final de la liguilla |
| 9    | Cruz Azul Hidalgo    | 26   | 19 | 7  | 5  | 7  | 29 | 27 | +2   | Reclasificación a liguilla      |
| 10   | Real San Luis        | 26   | 19 | 7  | 5  | 7  | 25 | 26 | −1   | Reclasificación a liguilla      |
| 11   | Yucatán              | 24   | 19 | 6  | 6  | 7  | 21 | 21 | 0    |                                 |
| 12   | Saltillo Soccer      | 24   | 19 | 7  | 3  | 9  | 20 | 27 | −7   |                                 |
| 13   | Durango              | 23   | 19 | 4  | 11 | 4  | 25 | 27 | −2   |                                 |
| 14   | Nacional Tijuana     | 23   | 19 | 6  | 5  | 8  | 22 | 26 | −4   |                                 |
| 15   | RS de Zacatecas      | 21   | 19 | 5  | 6  | 8  | 30 | 43 | −13  |                                 |
| 16   | Atlético Bachilleres | 19   | 19 | 3  | 10 | 6  | 18 | 20 | −2   |                                 |
| 17   | Real San Sebastián   | 19   | 19 | 4  | 7  | 8  | 26 | 35 | −9   |                                 |
| 18   | Halcones (D)         | 17   | 19 | 4  | 5  | 10 | 21 | 32 | −11  | Promoción por la permanencia    |
| 19   | Lobos de la UAP      | 16   | 19 | 3  | 7  | 9  | 18 | 32 | −14  |                                 |
| 20   | Zacatepec            | 15   | 19 | 4  | 3  | 12 | 21 | 36 | −15  |                                 |

 Fuente: [cita requerida]

## Tabla (Porcentual)
| Pos. | Equipo                | I-1998           | V-1999           | I-1999           | V-2000           | I-2000 | V-2001 | Puntos | PJ  | Dif. | Cociente |                              |
| ---- | --------------------- | ---------------- | ---------------- | ---------------- | ---------------- | ------ | ------ | ------ | --- | ---- | -------- | ---------------------------- |
| 1.   | Potros Marte          | Segunda División | Segunda División | Segunda División | Segunda División | 36     | 27     | 63     | 38  | +15  | 1.6579   |                              |
| 2.   | Toros Neza            | Primera División | Primera División | Primera División | Primera División | 32     | 30     | 62     | 38  | +14  | 1.6316   |                              |
| 3.   | La Piedad             | 20               | 32               | 25               | 19               | 42     | 40     | 178    | 114 | +21  | 1.5614   |                              |
| 4.   | Veracruz              | 30               | 21               | 24               | 28               | 37     | 37     | 177    | 114 | +36  | 1.5526   |                              |
| 5.   | Cruz Azul Hidalgo     | 31               | 32               | 31               | 31               | 24     | 26     | 175    | 114 | +28  | 1.5351   |                              |
| 6.   | Yucatán               | 34               | 27               | 22               | 28               | 31     | 24     | 166    | 114 | +2   | 1.4561   |                              |
| 7.   | Real San Luis         | 27               | 19               | 35               | 36               | 21     | 26     | 164    | 114 | +28  | 1.4386   |                              |
| 8.   | Correcaminos UAT      | 28               | 27               | 33               | 24               | 21     | 28     | 161    | 114 | +27  | 1.4123   |                              |
| 9.   | RS de Zacatecas       | 23               | 22               | 34               | 23               | 37     | 21     | 160    | 114 | −6   | 1.4035   |                              |
| 10.  | Nacional Tijuana      | 27               | 28               | 24               | 26               | 30     | 23     | 158    | 114 | −3   | 1.3860   |                              |
| 11.  | Zacatepec             | 24               | 33               | 36               | 27               | 20     | 15     | 155    | 114 | +3   | 1.3596   |                              |
| 12.  | Aguascalientes        | 36               | 25               | 15               | 18               | 31     | 30     | 155    | 114 | −12  | 1.3596   |                              |
| 13.  | Real San Sebastián    | Primera División | Primera División | 33               | 32               | 10     | 19     | 94     | 76  | −14  | 1.2368   |                              |
| 14.  | Atlético Mexiquense   | 19               | 22               | 25               | 28               | 15     | 32     | 141    | 114 | −25  | 1.2368   |                              |
| 15.  | Tigres de Cd. Juárez  | 20               | 19               | 17               | 27               | 23     | 34     | 140    | 114 | −4   | 1.2281   |                              |
| 16.  | Atlético Bachilleres  | 26               | 20               | 29               | 14               | 29     | 19     | 137    | 114 | −20  | 1.2018   |                              |
| 17.  | Saltillo Soccer       | 16               | 28               | 18               | 20               | 27     | 24     | 133    | 114 | −41  | 1.1667   |                              |
| 18.  | Durango               | Segunda División | Segunda División | 23               | 23               | 19     | 23     | 88     | 76  | −28  | 1.1579   |                              |
| 19.  | Lobos UAP             | 21               | 28               | 21               | 26               | 19     | 16     | 131    | 114 | −21  | 1.1491   |                              |
| 20.  | Halcones de Querétaro | 23               | 25               | 25               | 19               | 16     | 17     | 125    | 114 | −52  | 1.0965   | Promoción por la permanencia |

## Tabla general del año futbolísico
| Pos. | Equipo                | Pts. | PJ | G  | E  | P  | GF | GC | Dif. | Clasificación            |
| ---- | --------------------- | ---- | -- | -- | -- | -- | -- | -- | ---- | ------------------------ |
| 1    | La Piedad             | 82   | 38 | 25 | 7  | 6  | 90 | 43 | +47  | Campeón Verano 2001      |
| 2    | Veracruz              | 74   | 38 | 21 | 11 | 6  | 66 | 43 | +23  | Promoción por el ascenso |
| 3    | Potros Marte          | 63   | 38 | 17 | 12 | 9  | 78 | 63 | +15  |                          |
| 4    | Toros Neza            | 62   | 38 | 16 | 14 | 8  | 62 | 48 | +14  |                          |
| 5    | Aguascalientes        | 61   | 38 | 17 | 11 | 10 | 70 | 53 | +17  | Campeón Invierno 2000    |
| 6    | RS de Zacatecas       | 58   | 38 | 16 | 10 | 12 | 59 | 65 | −6   |                          |
| 7    | Tigres de Cd. Juárez  | 57   | 38 | 17 | 6  | 15 | 65 | 59 | +6   |                          |
| 8    | Yucatán               | 55   | 38 | 14 | 13 | 11 | 50 | 45 | +5   |                          |
| 9    | Nacional Tijuana      | 53   | 38 | 14 | 11 | 13 | 48 | 45 | +3   |                          |
| 10   | Saltillo Soccer       | 51   | 38 | 14 | 9  | 15 | 47 | 53 | −6   |                          |
| 11   | Cruz Azul Hidalgo     | 50   | 38 | 13 | 11 | 14 | 51 | 54 | −3   |                          |
| 12   | Correcaminos UAT      | 49   | 38 | 13 | 10 | 15 | 60 | 63 | −3   |                          |
| 13   | Bachilleres           | 48   | 38 | 11 | 15 | 12 | 51 | 48 | +3   |                          |
| 14   | Real San Luis         | 47   | 38 | 12 | 11 | 15 | 48 | 53 | −5   |                          |
| 15   | Atlético Mexiquense   | 47   | 38 | 12 | 11 | 15 | 47 | 52 | −5   |                          |
| 16   | Durango               | 42   | 38 | 9  | 15 | 14 | 53 | 71 | −18  |                          |
| 17   | Zacatepec             | 35   | 38 | 8  | 11 | 19 | 53 | 68 | −15  |                          |
| 18   | Lobos UAP             | 35   | 38 | 7  | 14 | 17 | 38 | 60 | −22  |                          |
| 19   | Halcones de Querétaro | 33   | 38 | 8  | 9  | 21 | 35 | 59 | −24  |                          |
| 20   | Real San Sebastián    | 29   | 38 | 7  | 8  | 23 | 47 | 76 | −29  |                          |